# カルタゾレート
カルタゾレート（Cartazolate（SQ-65,396））はピラゾロピリジン系薬物である。複合体のバルビツール酸結合部位でGABAA受容体アロステリック調節因子として作用し、動物において抗不安薬として作用を持つ。また、A1とA2サブタイプのアデノシン受容体拮抗薬として、またホスホジエステラーゼ阻害薬としても作用することが知られている 。カルタゾレートはヒトでの治験で不安に対して有効であることが分かったが、市販されることはなかった。1970年代にE.R. Squibb and Sonsのチームによって開発された。